# Jan IV z Dražic
Jan IV z Dražic, znany także jako: Johann IV von Draschitz (ur. ok. 1250, zm. 5 stycznia 1343 prawdopodobnie w Pradze) – czeski duchowny katolicki, biskup praski od 1301.

## Życiorys

### Pochodzenie i początki kariery
Jan pochodził ze starego czeskiego rodu szlacheckiego, Dražiców. Jego rodzicami byli Grzegorz z Dražic (Řehník Dražice), urzędnik sądowego i dworzanin Przemysła Ottokara II oraz Anna z domu Skyšice.
Pierwsza wzmianka na temat Jana pochodzi z 1274, kiedy otrzymał prebendę w Žatec z racji tego, że został członkiem praskiej kapituły katedralnej oraz kanonikiem wyszehradzkim. Przed 1287 otrzymał święcenia subdiakonackie.

### Elekcja na biskupa praskiego
Po śmierci biskupa praskiego Grzegorza został wybrany w 1301 r, przez kapitułę katedralną na jego następcę. Niedługo potem inwestytury udzielił mu król Wacław II, a 10 grudnia 1301 został wyświęcony na biskupa przez ówczesnego biskupa bazylejskiego Piotr von Aspelta, który służył w Kancelarii Królestwa Czeskiego.

### Działalność polityczna
Po zamordowaniu Wacława III w 1306, ostatniego z dynastii Przemyślidów na czeskim tronie zaangażował się w sprawę sukcesyjną. W 1310 poparł starania Jana Luksemburskiego o koronę czeską, stając się w późniejszym okresie jednym z jego najbliższych współpracowników, m.in. w 1313 towarzyszył mu na Sejmie Rzeszy w Ratyzbonie.

### Rządy w diecezji
Zaangażowanie w bieżące sprawy polityczne nie zakłóciło jego działalności duszpasterskiej. W 1308 przezwyciężając opór szlachty osiągnął pełną jurysdykcję nad podległymi sobie parafiami. Zwołał synod diecezjalny w sierpniu tego samego roku, na którym przyjęto statuty przestrzegania w pełni prawa kanonicznego. W 1312 przeprowadził kolejny synod.
Był przeciwnikiem inkwizycji i wrogo odnosił się do praktykowanych przez nich metod walki z heretykami. Z tego powodu został w 1318 wezwany do Awinionu, gdzie został zawieszony w obowiązkach. Oczyszczono go z zarzutów wspierania heretyków w 1326, jednak dopiero trzy lata później udało mu się powrócić do Pragi.
Dbał o rozwój budownictwa sakralnego wznosząc nowe klasztory, m.in. dla augustianów w Rudnicy, ufundował również tam szpital dla ubogich oraz kamienny most przez Łabę. Dał się poznać jako mecenas kultury i sztuki, poszerzając kolekcję praskiej biblioteki biskupiej o cenne rękopisy.
Zmarł w 1343 i został pochowany w katedrze św. Wita, przy ufundowanym przez jego rodzinie ołtarzu.